# Thomas Rißmann
Thomas Rißmann (* 31. Dezember 1970 in Schwabach) ist ein ehemaliger deutscher Basketballspieler. Der 2,01 Meter lange Flügel- und Innenspieler bestritt zwei Bundesliga-Spiele für Nürnberg.

## Laufbahn
Rißmann wuchs in Schwabach auf. Im Alter von 15 Jahren kam er zum Basketballsport. Er spielte bei der TV 1848 Schwabach, bereits als 17-Jähriger beim TSV Ansbach in der 2. Basketball-Bundesliga und dann bei Falke Nürnberg, wo er jahrelang Leistungsträger in der 2. Bundesliga war. Als die Franken 2005 Meister der Südstaffel der zweiten Liga wurden und somit in die höchste deutsche Spielklasse aufstiegen, war Rißmann Kapitän der Meistermannschaft. Er zog sich nach dem Triumph vom Leistungssport zurück, sprang in der Saison 2006/07 aber zeitweilig noch mal ein und bestritt zwei Bundesliga-Partien für die Franken. Für den VfL Treuchtlingen spielte er im Alter von Ende 30 noch in der Oberliga sowie in der 2. Regionalliga.
Später spielte Rißmann für die Seniorenmannschaften des TSV Ansbach und wurde unter anderem deutscher Meister in der Altersklasse Ü45. Im Juli 2021 erlangte er den B-Trainerschein des Deutschen Basketball Bunds. Als Trainer betätigte sich der hauptberuflich als Polizist tätige Rißmann in der Jugendarbeit der TV 1848 Schwabach, wo er zeitweise den späteren Berufsbasketballspieler Tom Stoiber betreute, sowie beim Nürnberger Verein Tornados Franken. Dort wurde er Co-Trainer der U19-Mannschaft in der Nachwuchs-Basketball-Bundesliga.